# موتوراسپرت نتورک
موتوراسپرت نتورک (انگلیسی: Motorsport Network) شرکت فناوری بریتانیایی آمریکایی است، که در سال ۲۰۱۵ تأسیس شد.